# Adventuredome

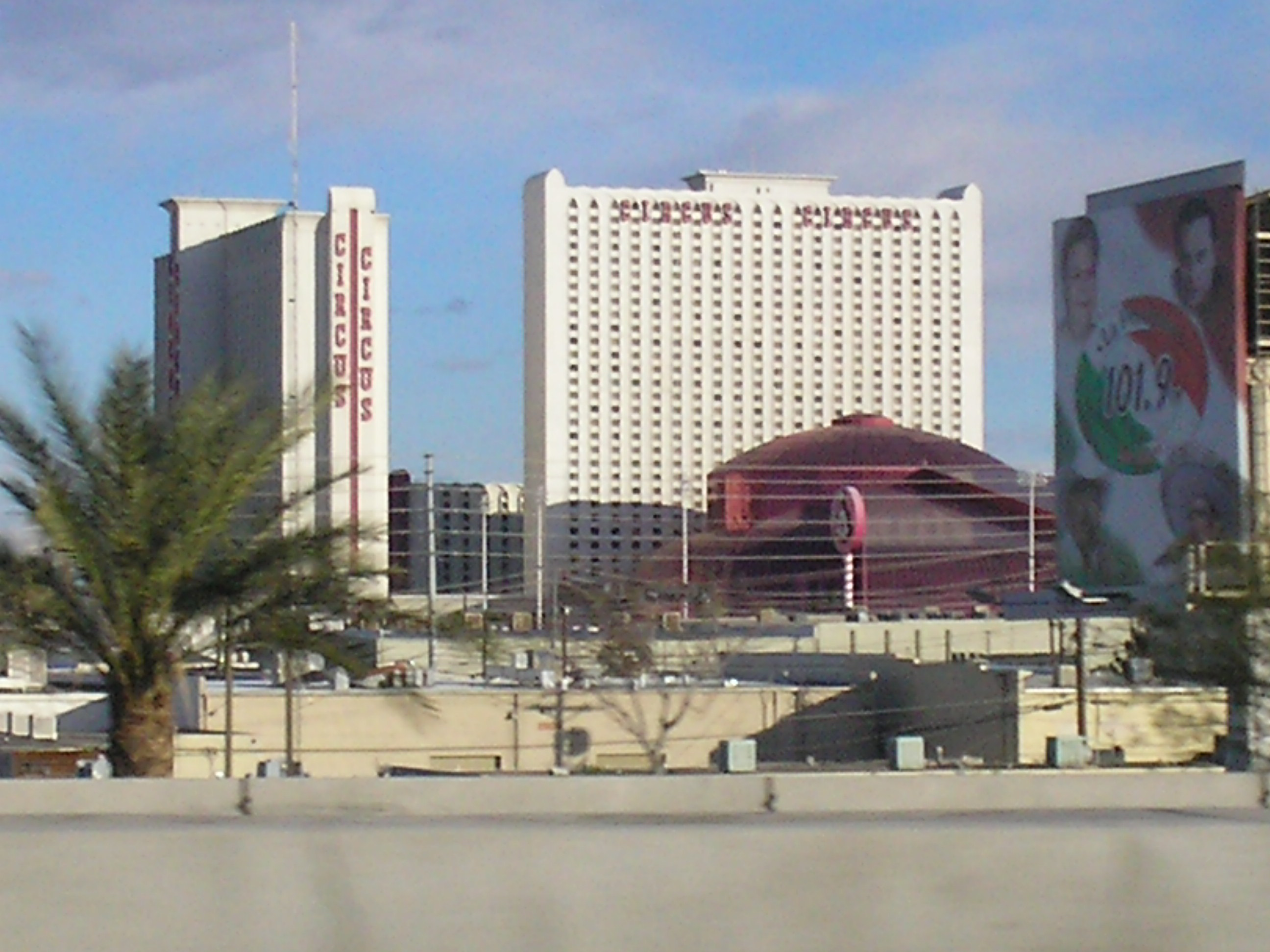
El hotel Circus Circus al lado del Adventuredome.

Adventuredome es un parque de atracciones antes conocido como Grand Slam Canyon situado en Circus Circus Las Vegas, Nevada (Estados Unidos). Adventuredome abrió sus puertas en 1993 en el estacionamiento oeste del hotel. El parque cuenta con 25 atracciones y lugares de interés y está conectado con el hotel a través del paseo marítimo. El parque de atracciones incluye dos montañas rusas llamadas Cayon Blaster y El Loco, hay un minigolf de 18 hoyos, Zona de Xtreme, Pikes Pass, Zona de Realidad Virtual, un Simulador Virtual de Nueva Generación, Juegos Midway, y  carnaval-tipo juegos. Cada mes de octubre desde 2003, Adventuredome se cambia a Frightdome como un parque de atracciones con temática de Halloween.

## Atracciones
Atracciones para niños
- Frog Hopper: Dispara hasta que salta por montar, añadido en 2002.
- Mike Minero: Montaña para los niños pequeños.
- Thunderbirds: Un carrusel avión que vuela a través del aire.Disk'O.

Paseos en familia

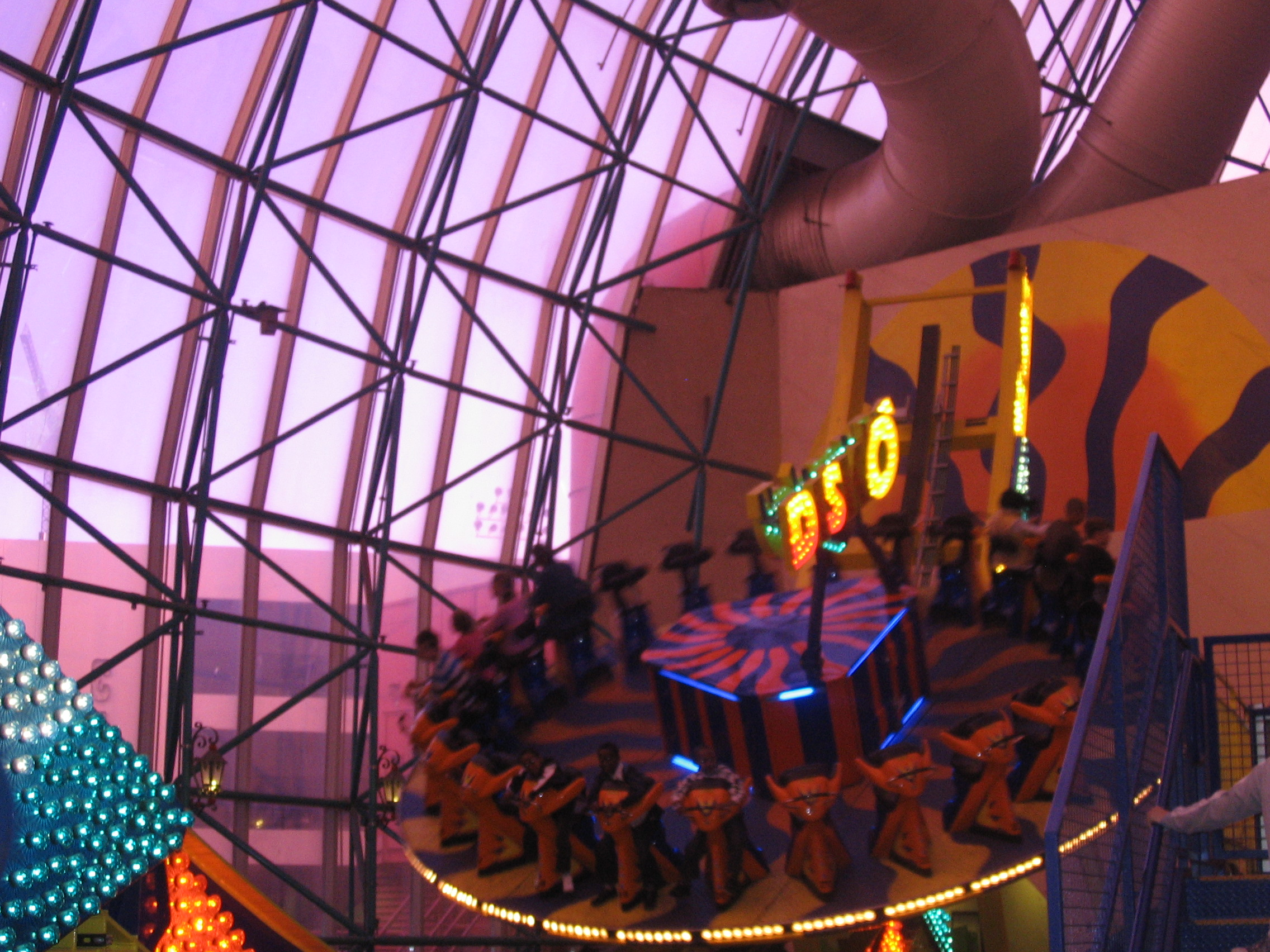
Disk'O.

- AC Autobús: Hay un autobús que va hacia arriba, abajo y alrededor. También desde Zamperla.
- Circus Carousel: Es un carrusel temático con animales de circo. Inaugurado en el año 1999. Trasladado en 2003 para Slingshot.
- Drifters: Un globo de aire caliente temática rueda de la fortuna de Zamperla.
- Correcaminos: Ofrece un viaje salvaje hacia delante y hacia atrás.

Atracciones grandes

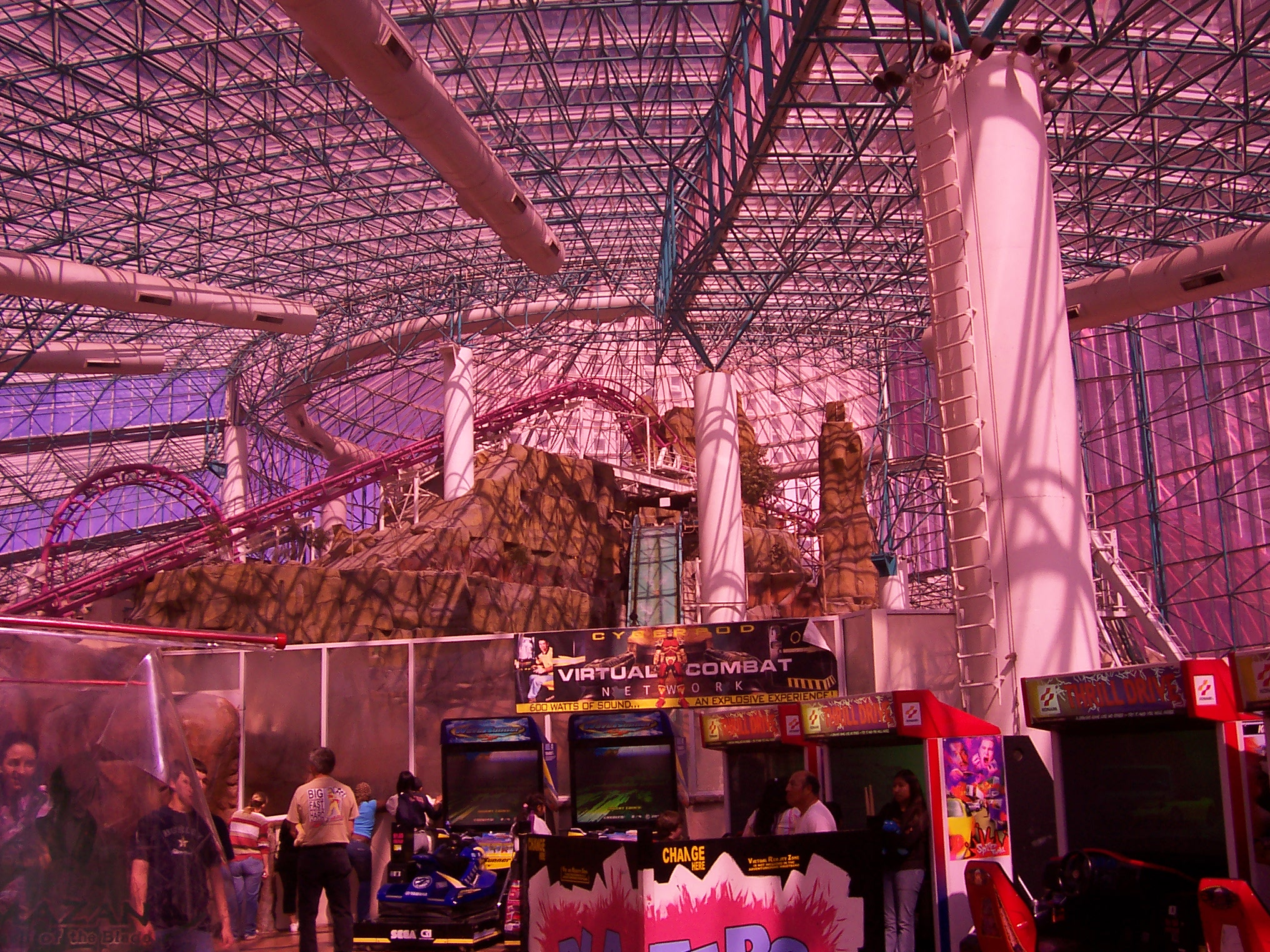
Adventuredome por adentro.

- Canyon Blaster: El más grande del mundo interior de doble vuelta y doble espiral montaña rusa.
- Canyon Coches: Son carros chocones.
- Piratas de arena: Es un balanceo de un barco pirata.Montaña rusa Cayon Blaster.

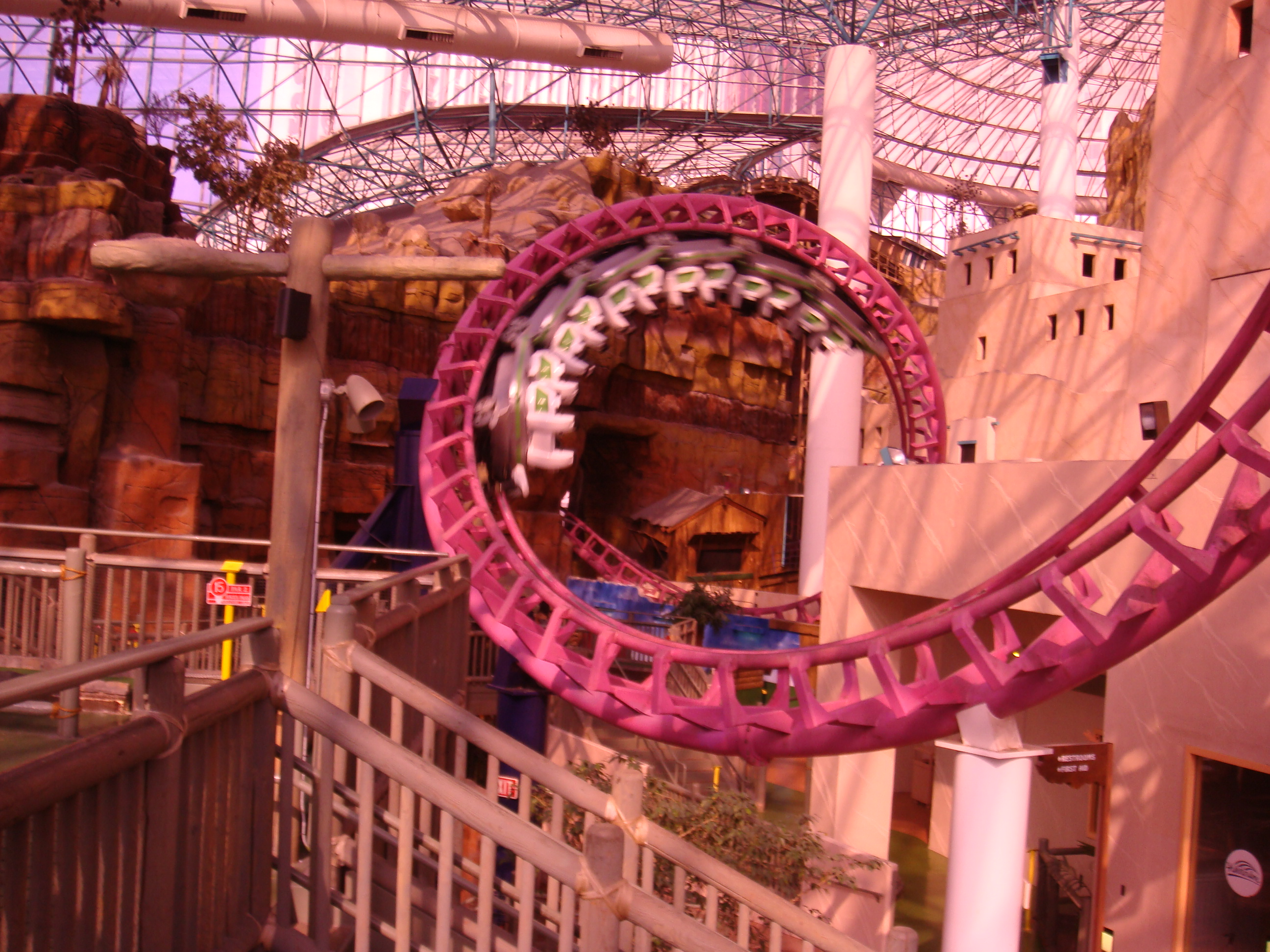
Montaña rusa Cayon Blaster.

- El Loco: (En Construcción) Sólo el segundo de su tipo en los Estados Unidos. El  Loco tomará el lugar de la piscina de chapoteo abajo Rim Runner, previsto para abrir en diciembre de 2013.
- Bob Esponja 4-D, una experiencia cinematográfica con Bob Esponja, Añadido en 2005, junto con la Experiencia de Dora y Diego 4-D.
- Slingshot: 100' de altura Chance-Morgan caída libre que dispara hacia arriba pilotos con 4G de aceleración, añadido en 2004.
- Chaos: Chance-Morgan paseo que hace girar al mismo tiempo a cada vehículo para girar sobre su propio eje mientras inclinado a un ángulo de 70 grados, inaugurado marzo de 2001.
- Invertor: Chance-Morgan paseo que hace girar los pilotos de cabeza, añadido en 1999.
- Lazer Card (anteriormente Hot Shots Lazer Tag): arena Láser tag incorporado en la base de la montaña de la firma del parque, inaugurado con el parque.
- Disk'O: Un paseo Zamperla donde los pasajeros se sientan en un disco giratorio que corre a lo largo de una pista de half pipe, añadido en 2009.

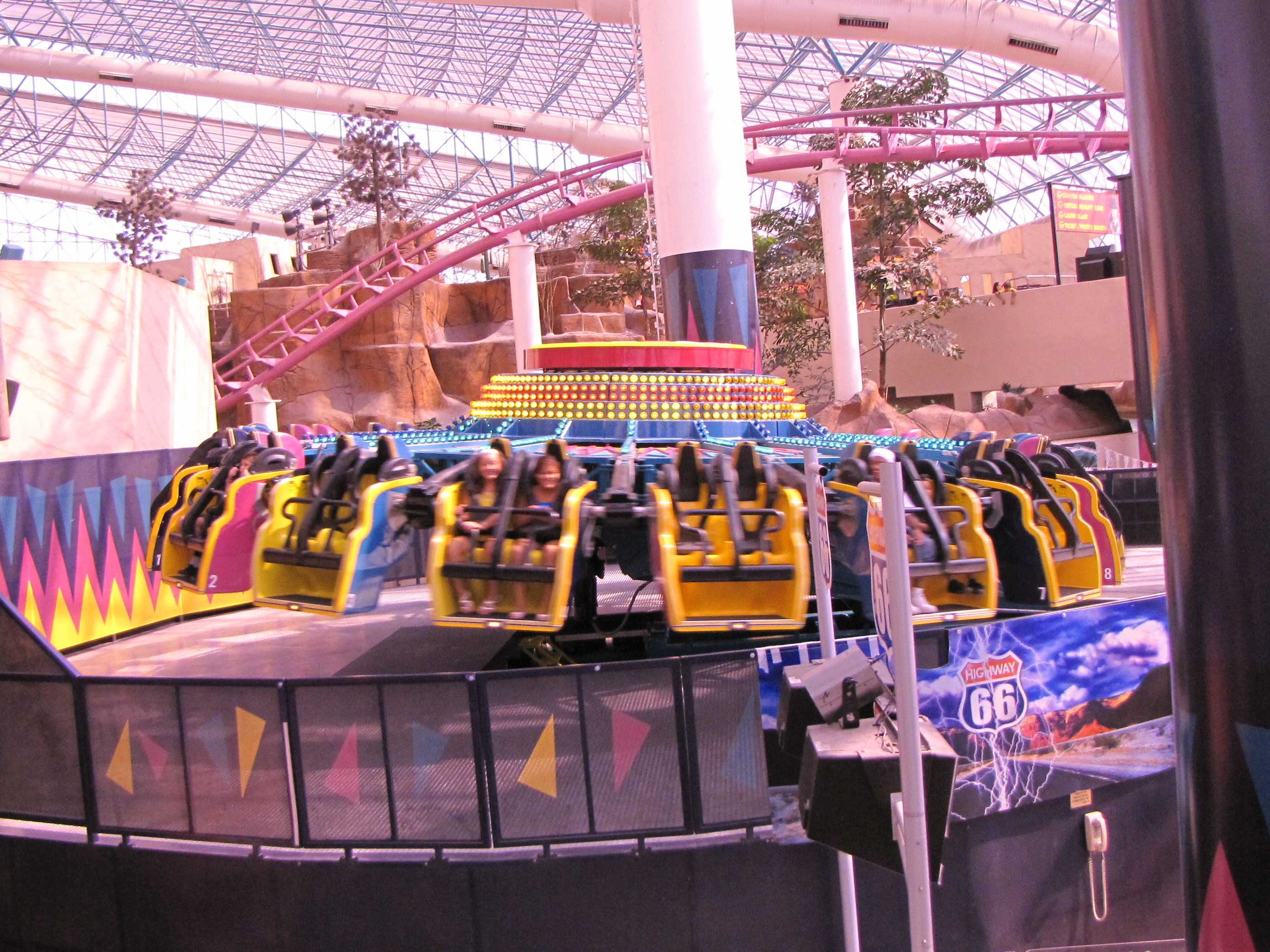
Chaos
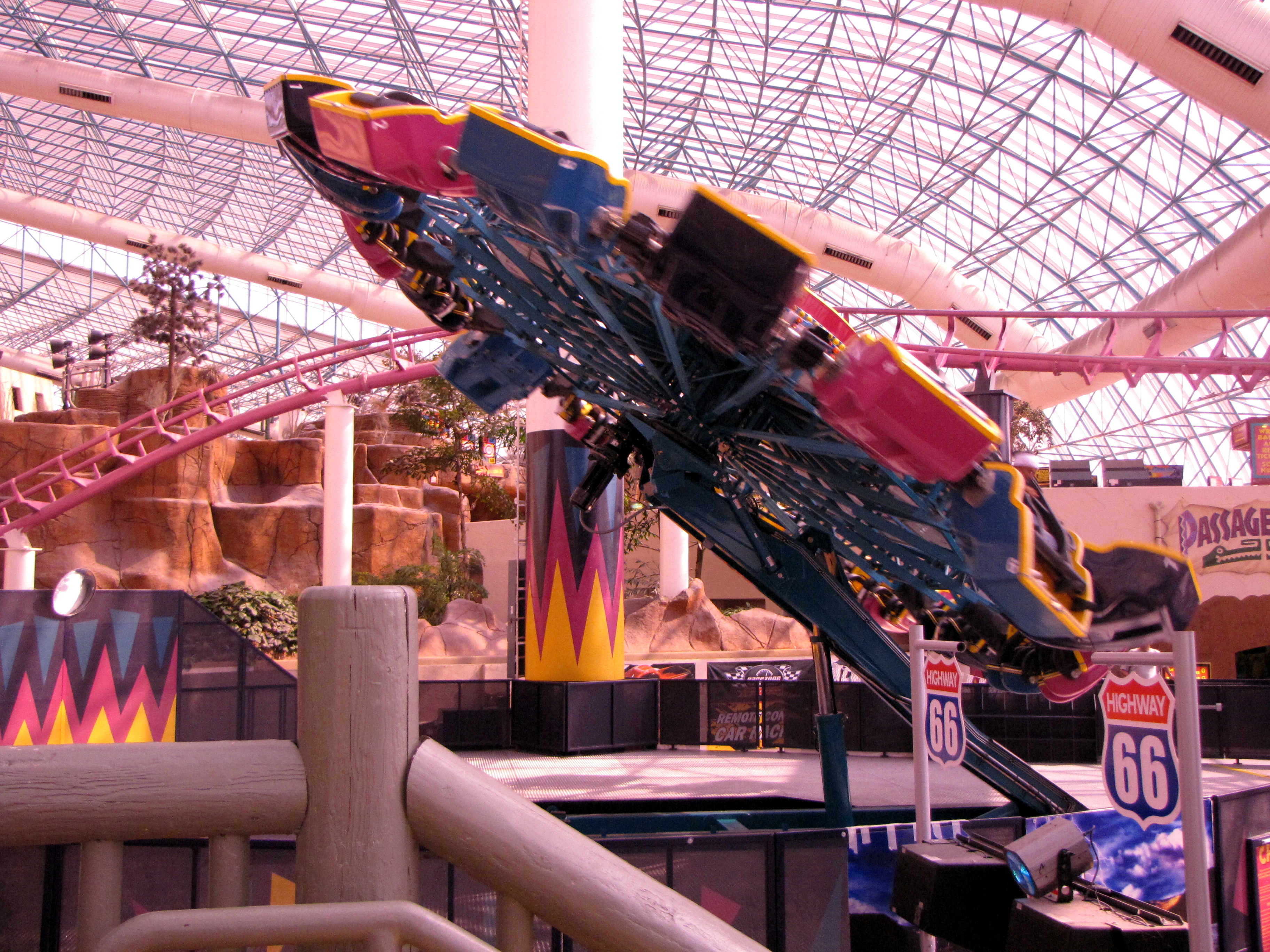
Chaos inclinado
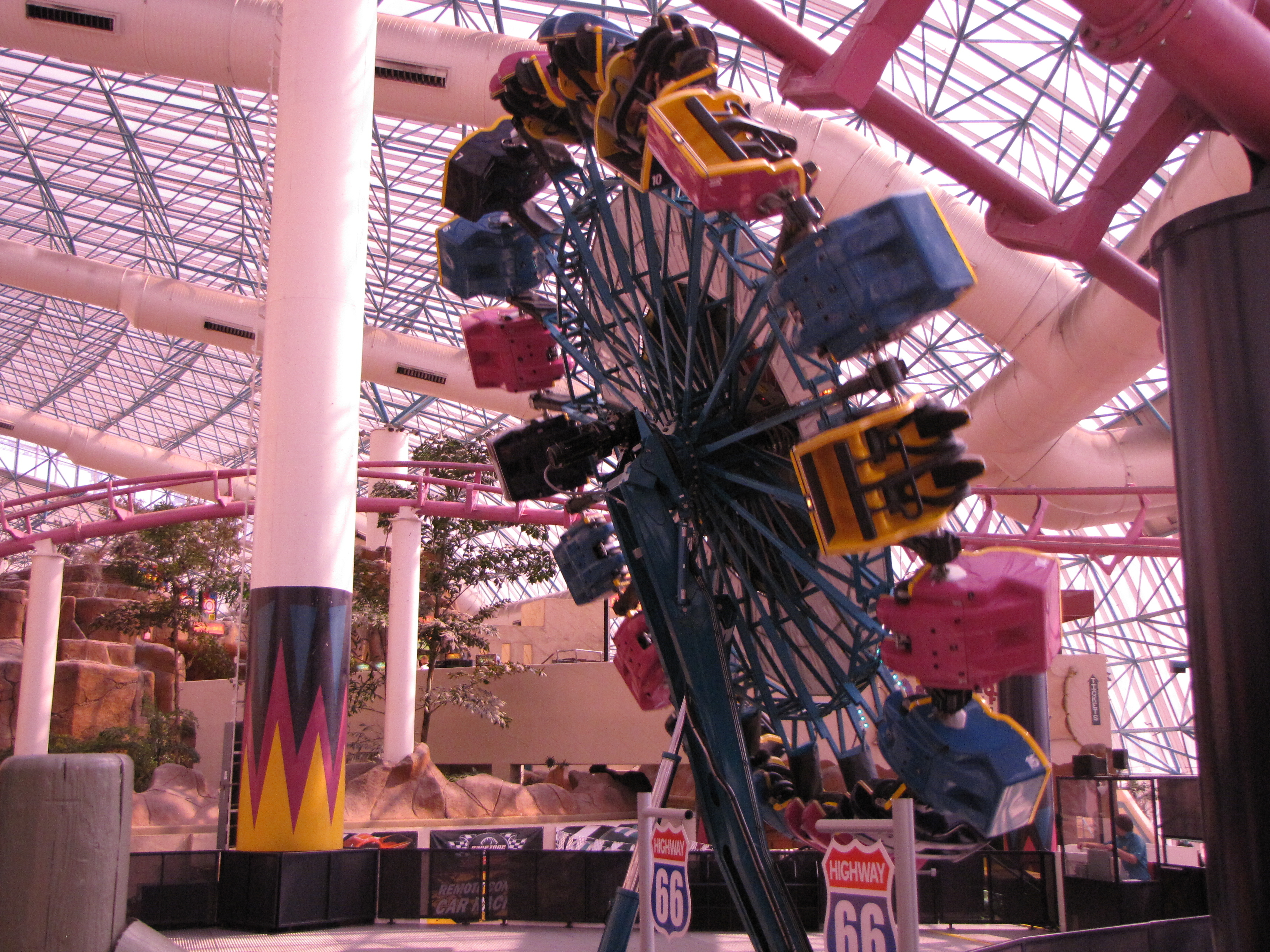
Chaos en una inclinación de 70 grados.